# 尾道市立久保小学校
尾道市立久保小学校（おのみちしりつ くぼしょうがっこう）は、広島県尾道市東久保町にあった公立小学校。他の市立小学校2校との統合による尾道市立尾道みなと小学校（新設）への再編に伴い、2025年3月限りで閉校となった。

## 歴史
尾道市内の小学校の中では一番長い歴史を持つ。1873年（明治6年）に創立。現校名となったのは学制改革の行われた1947年（昭和22年）。2023年（令和5年）に創立150周年を迎えたが、前記のとおり再編統合により151年でその歴史を終えることになった。

### 沿革
- 1873年（明治6年）- 土堂町の天寧寺に「小学温柔舎」が創立。
- 1875年（明治8年）- 久保町石井宅の小学玉振館、高森宅の小学清風舎、高垣宅の小学三省館の3校が統合の上、「小学集成館」となる。
- 1876年（明治9年）- 常称寺の小学金声館を統合の上、「尾道東小学校」に改称。久保町の勧商場に移転。
- 1887年（明治20年）4月 - 前年施行の小学校令を受け、尾道北小学校と統合の上、尋常科（修業年限4年）を設置し、「尾道尋常小学校」に改称。
- 1897年（明治30年）- 現在地に木造校舎が完成し、移転を完了。
- 1900年（明治33年）4月 - 「第一尾道尋常小学校[2]」（尋常科4年）に改称。
- 1908年（明治41年）4月 - 小学校令の改正により、義務教育年限（尋常科の修業年限）が4年から6年に延長されたため、尋常科5年を設置。
- 1909年（明治42年）4月 - 尋常科6年を設置。3年生の男子71名と女子47名が、第二尾道尋常小学校へ転出[3]。
- 1920年（大正9年）4月 - 尾道高等小学校[4]を統合の上、「尾道市久保尋常高等小学校」（尋常科6年・高等科2年）と改称。
- 1925年（大正14年）- 講堂が完成。
- 1929年（昭和4年）- 校舎改築のため、講堂と筒湯尋常小学校で分散授業を実施。
- 1933年（昭和8年）- 改築校舎が完成し移転を完了。校旗を制定。
- 1935年（昭和10年）- 校歌を制定。
- 1941年（昭和16年）4月1日 - 国民学校令の施行により、「尾道市久保国民学校」と改称。尋常科を初等科に改める（初等科6年・高等科2年）。
- 1947年（昭和22年）
  - 4月1日 - 学制改革（六・三制）が実施される。
    - 旧・国民学校の初等科は「尾道市立久保小学校」（現校名）に改称。
    - 旧・国民学校の高等科は青年学校の普通科とともに新制中学校「尾道市立久保中学校」に改組される。

  - この年 - 給食を開始。
- 1957年（昭和32年）4月1日 - 尾道市立久保幼稚園を併設。
- 1960年（昭和35年）- 尾道市内では初めて25mプールが完成。
- 1963年（昭和38年）4月1日 - 障害児学級を開設。
- 1973年（昭和48年）- 創立100周年を迎える。体育館と幼稚園舎が完成。
- 1990年（平成2年）- プールの全面改修工事が完了。
- 1991年（平成3年）- 家庭科調理実習室を設置。
- 1993年（平成5年）- 温柔敦厚室（学習資料室）・コンピュータ教室を設置。
- 1996年（平成8年）4月1日 - 養護学級を設置。
- 2000年（平成12年）4月1日 - 尾道市立筒湯小学校[5]（北緯34度24分46.3秒 東経133度12分36.8秒 / 北緯34.412861度 東経133.210222度）を統合。
- 2003年（平成15年）- 土曜教室を開始。
- 2021年（令和3年） - 3月をもって従来の校舎の使用を取りやめ、4月からは尾道市立久保中学校敷地内の仮設校舎に移転。
- 2025年（令和7年）
  - 3月8日 - 旧校舎で閉校式を挙行[6]。
  - 3月17日 - 最後の卒業式を実施[7]。
  - 3月31日 - この日をもって正式に閉校。

## 通学区域
住所上記で「広島県尾道市」の後に「尾崎本町、尾崎町、久保一丁目（1番-3番除く）、久保二丁目、久保三丁目、東久保町、西久保町（1-7番、11-30番、31番（6号・7号・9号除く）、防地町（26番8号除く）、久保町、長江三丁目（27番7号）、高須町（993-1028番地2、1029-1068番地、1076-1079番地、1081-1095番地、1105番地1-2、1168-1169番地、1342番地、2119-2169番地（2136番地7、2137番地4除く）、2187-2389番地）」が続く地域。中学校区は基本的に尾道市立久保中学校。

## 校訓・校章・校歌他
校訓
「温柔敦厚」
校章
中央に校名の「久保」（縦書き）を置いている。
校歌
作詞は葛原しげる、作曲は梁田貞による。歌詞は3番まであり、各番に校名の「久保」が登場する。
イメージキャラクター
「久保龍」

## 移転統合の経緯
2019年11月に尾道市は校舎の耐震化が困難であることや土砂災害の危険性もあるとして、当校と尾道市立土堂小学校・尾道市立長江小学校を2020年度（2021年3月末）をもって閉校する方針を明らかにした。3校を統合した新しい小学校を久保小学校の敷地に建設して2023年に開校する予定で、その間の2年間については旧3校の通学区の児童は尾道市立栗原小学校と尾道市立山波小学校に通学する形と当初市は発表したが、各校の保護者などからの批判が相次ぎ、本校については尾道市立久保中学校の敷地に仮設校舎を建設して2021年度から新しい小学校が完成するまで使用する形に変更された。その後、2022年11月に尾道市教育委員会は、これら3つの小学校と2つの中学校を小中一貫校として統合した小学校と中学校各1校を2025年4月に開校する方針を明らかにし、小学校は尾道市立長江中学校、中学校は久保中学校の敷地に設置されることとなった。学校の統合に関する議案は2023年9月20日の市議会で可決成立した。統合先の学校名は、2024年1月に開校準備委員会で「尾道みなと小学校」に案が絞られ、同年3月19日の尾道市議会で学校設置条例改正案が可決されて正式に決定した。
一方、2021年3月をもって使用を取りやめた旧校舎（1933年竣工）について尾道市長の平谷祐宏は、小中学校の移転統合議案が市議会で可決した翌日の2023年9月21日、地元の要望に基づいて耐震補強を実施した上での活用を検討する見解を示した。しかし、同年12月の市議会で、議員の質問に対して副市長が（統合される学校の校舎の再利用については）「白紙」と答弁し、9月の市長のコメントは「感想」であるとした。

## アクセス
最寄りの鉄道駅
- JR西日本 山陽本線 「尾道駅」

最寄りのバス停留所
- おのみちバス 「東高前」にて下車

## 周辺
- 広島県立尾道東高等学校
- 尾道市立中央図書館
- るり保育所・おのみち生涯学習センター・師友塾高等学校（2017年3月31日廃校） - 旧・尾道市立筒湯小学校校地）
- 西郷寺
- 海徳寺
- 浄土寺
- 久保八幡神社
- 熊脇神社